# あすなろ物語
『あすなろ物語』（あすなろものがたり）は、井上靖の長編小説である。『オール読物』に1953年1月号から6月号まで連載され、のち新潮文庫などで出版された。

## 概要
新潮文庫版で発行部数ベスト20に入り、井上の作品では最も多い発行部数である。井上が1950年『闘牛』で芥川賞を受賞した翌年毎日新聞社を退社して、本格的に文芸活動を開始した初期の頃の作品である。
井上の作品の中では、『しろばんば』、『夏草冬濤』、『北の海』とともに、自伝的な部類に属する。第一編の「深い深い雪の中で」（小学校時代）は、時期的に『しろばんば』と重なり、第二編の「寒月がかかれば」は『夏草冬濤』（中学校時代）と重なるが、『北の海』（高等学校受験浪人）は、第三編「漲ろう水の面より」（九州帝大時代）の前である。
各書の出版時期と著者の年齢は以下の通りである。
- 1953年（45歳ころ）あすなろ物語
- 1960年（53歳ころ）しろばんば
- 1964年（57歳ころ）夏草冬濤
- 1968年（61歳ころ）北の海

## その他
井上の文学活動は、下記のように随所に詩的な文章が散りばめられている。
深い深い雪の中で
- 「トオイ、トオイ山ノオクデ、フカイ、フカイ雪ニウズモレテ、ツメタイ、ツメタイ雪ニツツマレテ、ネムッテシマウノ、イツカ。」
- 「あすは檜になろう，あすは檜になろうと一生懸命考えている木よ。でも，永久に檜にはなれないんだって！それであすなろうと言うのよ。」

寒月がかかれば
寒月ガ　カカレバ君ヲ　シヌブカナ　アシタカヤマノ　フモトニ住マウ
漲ろう水の面より
「貴方は翌檜でさえもないじゃありませんか。翌檜は、一生懸命に明日は檜になろ うと思っているでしょう。貴方は何にもなろうとも思っていらっしゃらない。」
春の狐火
「いいえ、わたしは反対の方へ走り ましたの。ご一緒の方向へ逃げていたら・・・。よくそんなことを考えます。でも、ああいう場合は、 神さまのお指図ですもの、仕方ありませんわ。」
勝敗
「皮肉ではない。実際、僕はそう 思っていたんだ。これでもか、これでもかと、やっつかたつもりなんだが、いつも、どうも勝ったような気がしなかった。不思議だよ、君という人間は。」
星の植民地
明日は何ものかになろうというあすなろたちが、日本の都市から全く姿を消してしまったのは、Ｂ29の爆撃が漸く熾烈を極め出した終戦の年の冬頃 からである。日本人の誰もがもう明日と言う日を信じなくなっていた。
- 主人公梶鮎太の結婚の時期は、「勝敗」の後「星の植民地」の前、であるが、井上が結婚したのは京都帝大在学中、毎日新聞社入社前（時期的には 「漲ろう水の面より」と「春の狐火」の間）であり、異なる。
- 上記の通り、あすなろ物語は6編から成るが、各編の独立性が高く、6編の短編集の様にも観え、特徴のある構成である。同じ試みは、三島由紀夫の『豊饒の海』などにも見られるが、こちらは各編が長編である。

## 映画
1955年10月5日に東宝系で公開された（モノクロ、スタンダード、108分）。堀川弘通の第一回監督作品で、黒澤明が脚本を手掛けた。後に日活の青春俳優となる山内賢が子役で出演した。
スタッフ
以下のスタッフ名は東宝に従った。
- 製作：田中友幸
- 原作：井上靖
- 脚本：黒澤明
- 撮影：山崎一雄
- 美術：河東安英
- 音楽：早坂文雄
- 録音：下永尚
- 照明：石井長四郎
- 監督：堀川弘通

出演者
以下の役名と出演者名は東宝に従った。
- 鮎太（12歳）：久保賢（山内賢）
- 鮎太（15歳）：鹿島信哉
- 鮎太（18歳）：久保明
- 冴子：岡田茉莉子
- 加島：木村功
- 留吉：伊藤隆
- 雪枝：根岸明美
- 住職：小堀誠
- 玲子：久我美子
- 竹内：高原駿雄
- 木原：小山田宗徳
- 江見：太刀川洋一
- 佐山：金子信雄
- 玲子の母：村瀬幸子
- とみ：浦辺粂子

## テレビ作品

### テレビドラマ
1961年と1962年の2度にわたって、NHK総合テレビで単発ドラマ化された。
スタッフ
- 脚本：筒井敬介
- 演出：安井恭司

#### 1961年版
6月17日に『こども名作座』で、『あすなろ物語 深い深い雪の中で』というタイトルで放送。
出演者
- 亀井雅敬
- 村田貞枝
- 清川新吾
- 語り：亀井勝一郎

#### 1962年版
1月4日に『文芸劇場』（金曜20:00 - 21:00）で放送。
出演者
- 八千草薫
- 長谷川明男
- 長谷川哲夫
- 新克利
- 丘悠子
- 日野麻子
- 安藤千恵夫
- 鬼頭昭夫

### テレビアニメ
1986年7月4日に、日本テレビ系列の『青春アニメ全集』で放送された。